# Campeonato Europeu de Atletismo em Pista Coberta de 2019 - Salto triplo masculino
A prova do salto triplo masculino do Campeonato Europeu de Atletismo em Pista Coberta de 2019 foi disputada entre os dias  1 e 3 de março de 2019 na Emirates Arena, em Glasgow, no Reino Unido. 

## Recordes
Antes desta competição, os recordes mundiais e do campeonato nesta prova eram os seguintes:
|                       | Nome         | Nacionalidade | Distância | Local | Data               |
| --------------------- | ------------ | ------------- | --------- | ----- | ------------------ |
| Recorde mundial       | Teddy Tamgho | França        | 17m 92cm  | Paris | 6 de março de 2011 |
| Recorde do campeonato | Teddy Tamgho | França        | 17m 92cm  | Paris | 6 de março de 2011 |
| Recorde europeu       | Teddy Tamgho | França        | 17m 92cm  | Paris | 6 de março de 2011 |

## Medalhistas
| Ouro                | Prata              | Bronze        |
| Nazim Babayev (AZE) | Nelson Évora (POR) | Max Heß (GER) |

## Cronograma
Todos os horários são locais (UTC+0).
| Data       | Hora  | Evento       |
| ---------- | ----- | ------------ |
| 1 de março | 20:25 | Qualificação |
| 3 de março | 19:35 | Final        |

## Resultados

### Qualificação
Qualificação: 16,70 m (Q) ou os 8 melhores qualificados (q).
| Posição | Atleta           | Nacionalidade               | #1    | #2    | #3    | Resultados | Notas |
| ------- | ---------------- | --------------------------- | ----- | ----- | ----- | ---------- | ----- |
| 1       | Nelson Évora     | Portugal                    | 16.47 | 16.89 |       | 16.89      | Q,    |
| 2       | Max Heß          | Alemanha                    | 16.35 | 16.81 |       | 16.81      | Q,    |
| 3       | Nazim Babayev    | Azerbaijão                  | 16.81 |       |       | 16.81      | Q,    |
| 4       | Tomáš Veszelka   | Eslováquia                  | x     | 16.78 |       | 16.78      | Q,    |
| 5       | Kevin Luron      | França                      | 16.48 | x     | 16.65 | 16.65      | q,    |
| 6       | Simone Forte     | Itália                      | 16.64 | x     | –     | 16.64      | q     |
| 7       | Yoann Rapinier   | França                      | x     | 16.55 | 16.28 | 16.55      | q     |
| 8       | Nathan Douglas   | Grã-Bretanha                | 16.10 | 16.48 | –     | 16.48      | q,    |
| 9       | Simo Lipsanen    | Finlândia                   | 16.30 | 16.43 | x     | 16.43      |       |
| 10      | Levon Aghasyan   | Armênia                     | x     | 16.32 | 16.38 | 16.38      |       |
| 11      | Aleksey Fyodorov | Atletas Neutros Autorizados | 16.27 | 16.28 | 16.23 | 16.28      |       |
| 12      | Can Özüpek       | Turquia                     | 15.65 | 16.12 | 16.28 | 16.28      |       |
| 13      | Tobia Bocchi     | Itália                      | 16.23 | x     | x     | 16.23      |       |
| 14      | Necati Er        | Turquia                     | x     | 16.10 | 16.21 | 16.21      |       |
| 15      | Pablo Torrijos   | Espanha                     | 15.69 | 15.83 | 16.18 | 16.18      |       |
| 16      | Elvijs Misāns    | Letônia                     | x     | 16.02 | 16.16 | 16.16      |       |
| 17      | Julian Reid      | Grã-Bretanha                | 15.74 | 12.94 | 15.93 | 15.93      |       |
| 18      | Fabrizio Donato  | Itália                      | 15.61 | 15.93 | x     | 15.93      |       |
| 19      | Adrian Świderski | Polónia                     |       |       |       | DNS        |       |

### Final
A final aconteceu às 19:35 no dia 3 de março de 2019. 
| Posição           | Atleta         | Nacionalidade | #1    | #2    | #3    | #4    | #5    | #6 | Resultados | Notas                |
| ----------------- | -------------- | ------------- | ----- | ----- | ----- | ----- | ----- | -- | ---------- | -------------------- |
| Medalha de ouro   | Nazim Babayev  | Azerbaijão    | 16.97 | x     | x     | 17.29 | x     | x  | 17.29      | Recorde pessoal      |
| Medalha de prata  | Nelson Évora   | Portugal      | 16.68 | x     | x     | 17.11 | x     | x  | 17.11      | Recorde da temporada |
| Medalha de bronze | Max Heß        | Alemanha      | x     | 16.93 | x     | 16.68 | 17.10 | x  | 17.10      | Recorde da temporada |
| 4                 | Yoann Rapinier | França        | x     | 16.72 | 15.66 | 15.71 | x     | x  | 16.72      |                      |
| 5                 | Kevin Luron    | França        | 16.63 | 16.37 | x     | x     | 14.89 | x  | 16.63      |                      |
| 6                 | Tomáš Veszelka | Eslováquia    | 16.11 | 16.35 | 15.99 | –     | x     | x  | 16.35      |                      |
| 7                 | Nathan Douglas | Grã-Bretanha  | 16.33 | x     | 15.36 | x     | 15.98 | x  | 16.33      |                      |
| 8                 | Simone Forte   | Itália        | 15.54 | x     | x     | r     | –     | –  | 15.54      |                      |

Legenda
| Recorde mundial       | Recorde mundial (World record)               |                       | Recorde africano                      | Recorde africano (African) |                                           | Q | Classificado por posição (Qualified) |
| Recorde do campeonato | Recorde do campeonato (Championship record)  | Recorde da América    | Recorde da América (Americas)         | q                          | Classificado por melhor tempo (Qualified) |   |                                      |
| Melhor marca do ano   | Melhor marca do ano (World leading)          | Recorde asiático      | Recorde asiático (Asian)              | DNS                        | Não largou (Did not start)                |   |                                      |
| Recorde nacional      | Recorde nacional (National record)           | Recorde europeu       | Recorde europeu (European)            | DNF                        | Não terminou (Did not finish)             |   |                                      |
| Recorde pessoal       | Recorde pessoal do atleta (Personal best)    | Recorde da Oceania    | Recorde da Oceania (Oceania)          | DSQ / DQ                   | Desclassificado (Disqualified)            |   |                                      |
| Recorde da temporada  | Recorde da temporada do atleta (Season best) | Recorde sul-americano | Recorde sul-americano (South America) | NM                         | Sem marca (No mark)                       |   |                                      |